# Takeshi Minamino
Pour les articles homonymes, voir Minamino.
Takeshi Yamamoto (山本 タケシ, Yamamoto Takeshi), né le 4 décembre 1985 à Kyoto au Japon, est un catcheur japonais. Il est principalement connu pour son travail à la All Japan Pro Wrestling sous le nom de Takeshi Minamino.

## Carrière

### All Japan Pro Wrestling (2014-2017)
Le 3 janvier 2015, lui et Mitsuya Nagai battent Kotarō Suzuki et Kento Miyahara et remportent les AJPW All Asia Tag Team Championship. Le 22 mars ils perdent les titres contre Último Dragón et Yoshinobu Kanemaru.
Le 4 juillet 2016, il bat Yohei Nakajima et remporte le Gaora TV Championship.

## Palmarès
- All Japan Pro Wrestling
  - 1 fois AJPW All Asia Tag Team Champion avec Mitsuya Nagai
  - 1 fois Gaora TV Championship

- Apache Pro-Wrestling Army
  - 1 fois WEW Tag Team Championship avec Maguro Ooma

- Michinoku Pro Wrestling
  - 1 fois Tohoku Junior Heavyweight Championship
  - 1 fois Tohoku Tag Team Championship avec Maguro Ooma
  - Futaritabi Tag Team League (2009) avec Maguro Ooma

- Toryumon Japan
  - 1 fois UWA World Trios Championship avec Mango Fukuda et Pineapple Hanai
  - 1 fois UWA World Welterweight Championship
  - Young Dragons Cup Tournament (2003)